# Бандар, Владислав Юрьевич
Владисла́в Ю́рьевич Ба́ндар (укр. Владислав Юрійович Бандар; 1 апреля 1996, Болград) — украинский военнослужащий, старший лейтенант, участник российско-украинской войны. Герой Украины (2022).

## Биография
Владислав Бандар родился в Болграде Одесской области. Имеет боевой опыт участия в АТО и ООС.
С начала полномасштабного вторжения России в Украину в 2022 году командовал парашютно-десантной ротой 25-й отдельной воздушно-десантной Сичеславской бригады Десантно-штурмовых войск Вооружённых сил Украины.
В марте 2022 года, во время обороны позиций в районе Верхнеторецкого Донецкой области, Бандар организовал эффективную оборону, что позволило остановить попытки прорыва противника на одном из наиболее опасных направлений.
18 марта 2022 года, во время вражеского авиационного и артиллерийского обстрела, Владислав Бандар получил осколочное ранение и потерял правую руку. Несмотря на тяжёлое ранение, он продолжал руководить обороной ротного опорного пункта до момента эвакуации.

## Награды
- Звание «Герой Украины» с вручением ордена «Золотая Звезда» (25 марта 2022) — за личное мужество и героизм, проявленные в защите государственного суверенитета и территориальной целостности Украины, верность военной присяге[1].